# ハイ!SPEEDで行こう!
『ハイ!SPEEDで行こう!』（ハイ スピードでいこう）は、ニッポン放送で1996年10月13日から2000年3月31日まで放送されていたトーク番組。

## 番組概要
ニッポン放送は、1996年下半期番組改編にて、週末のワイド番組である『古田新太と犬山犬子のサンデーおちゃめナイト』のフロート番組として、当時、CDデビュー後ブレイクしたSPEEDのメンバーが出演する番組を編成。番組構成は、基本的にメンバーが芸能活動やプライベートを通して、感じ取った体験をフリートークと企画コーナー形式で構成されている。『 - おちゃめナイト』が終了した1997年10月からは30分の単独枠で放送された。
その後、番組開始から1年半が経過した1998年3月から放送時間が週1回の30分から週4回の10分に変更し、同時に平日の若年層向けワイド番組として放送していた、『ゲルゲットショッキングセンター』のフロート番組として放送されることになった。放送回数は増加したが、曜日毎にワンテーマに沿った企画に構成が変更された。
1999年4月からは『ゲルゲット - 』の終了に伴い、平日10分間の帯番組となり、新たに放送日が設けられた金曜日は週替わりでメンバー1人のフリートーク形式の構成に変更された。
1999年10月5日、グループ解散発表に伴い、解散日となった翌2000年3月31日にて放送終了。当該番組終了以後、翌月からhiro単身の番組は編成されて来たが、当該番組終了後にグループ2度目の再結成時と後述の3度目の再結成時に『オールナイトニッポン』にて特別番組を編成しているが、当該番組については後述に記す。

## 放送時間

### 放送終了時点
- 平日：21:50 - 22:00 - 1999年3月29日 - 2000年3月31日

### 過去
- 日曜 21:15 - 21:45 - 1996年10月13日 - 1997年3月
- 日曜 21:50 - 22:20 - 1997年4月 - 1997年9月
- 日曜 21:30 - 22:00 - 1997年10月 - 1998年3月27日
- 平日 22:30 - 22:40 - 1998年3月30日 - 1999年3月26日

## 出演者

### パーソナリティ
- SPEED（今井絵理子、島袋寛子、上原多香子、新垣仁絵）

## コーナー
- シンデレラストーリー

- あなたの卒業式をプロデュース

- 鼻パック たくさん取れた物の勝ち 選手権

1997年5月放送分の企画。メンバーの中で鼻パックを実行し、誰が1番角質が取れたを競う企画
- オブラートで包んだ物を当てよう

1997年7月放送分の企画。オブラートに包んだ物質を口の中に入れて当てる企画
- チョップで瓦煎餅を割ろう

1997年9月放送分の企画。メンバーが瓦煎餅を並べて、手刀で割る企画
- 苦情処理を学ぼう

1998年4月放送分の企画。クレーム処理の電話を受電しても、動揺せず対処出来るか試す企画。
- SPEED お医者さんゴッコ

1999年9月放送分の企画。

## 特別番組
グループ解散以後、複数回離合集散を繰り返しているが、所属レコード会社がベストアルバムを発売するタイミングで特番が複数回編成されている。
- ハイ!SPEEDでもっかい行ってみよう!

2010年4月11日（20:00 - 21:00）
2008年に約5年振り3度目の再結成を果たし、2010年4月に再結成後リリースされたシングルとライブツアーのプロモーションとライブチケットの先行電話予約を兼ねて特別番組を編成。
レギュラー放送当時の振り返りやレギュラー放送当時に実施していた企画を再度体験するコーナーで構成された。
- ハイ!SPEEDで行こう! 2021[4]

2021年1月3日（25:00 - 26:00）
SPEED結成25周年記念として「SPEED MUSIC BOX 『-ALL THE MEMORIES-』」リリースに伴い、所属レコード会社代表取締役会長であるMax Matsuuraが『Max matsuura 仕事が遊びで遊びが仕事』で2020年9月末迄持っていた放送枠にて特別番組を編成
但し、SPEEDメンバーは島袋のみの出演で、ゲストの伊秩とSPEEDの楽曲について振り返るという内容だった。
パーソナリティ：島袋寛子、ゲスト：伊秩弘将、ナレーション ：垣花正

## 関連書籍
- 『ハイ!SPEEDで行こう!』ニッポン放送プロジェクト、2000年2月1日。ISBN 978-4594028510。